# Tramvaiul din Cluj-Napoca
Rețeaua de tramvaie electrice din Cluj-Napoca asigură, alături de rețeaua de troleibuze din oraș, transportul public electric. Este operată de Compania de Transport Public Cluj-Napoca.

## Tramvaiul cu aburi
Tramvaiul din Cluj a fost inaugurat la 28 august 1893, fiind construit de compania „Kolozsvári Közúti Vasút Részvénytársaság”. Primul tramvai cu aburi făcea legătura între Piața Gării și Centru (3,3 km). Un an mai târziu a fost deschisă o ramificație între centrul orașului și Piața Mărăști. Pe lângă transportul de persoane, cei 9 km de cale simplă erau folosiți și pentru transportul de marfă. Materialul rulant era consitutit din 3 locomotive cu abur, 6 vagoane de pasageri și 5 platforme de marfă. În anul 1902 a fost desființat serviciul de tramvaie din cauza rezultatelor economice nesatisfăcătoare. Consiliul orășenesc a dorit să reînvie acest tip de transport în 1904, dar în cele din urmă șinele au fost dezafectate până în 1909. În 1929 a fost propusă introducerea tramvaiului electric printr-o linie suburbană spre Cojocna, proiect care nu s-a realizat.

## Tramvaiul electric
La 1 octombrie 1987 a fost inaugurată rețeaua de tramvaie electrice, care avea rolul să ajute rețeaua rutieră ce devenise supraîncărcată în urma dezvoltării industriale a orașului în anii 1970-1980. Construcția liniilor ce urmau să lege cartierele Someș Nord și Mănăștur de centrul orașului a început în aprilie 1986. Prima linie deschisă unea Gara de Combinatul de Utilaj Greu, iar pe 10 noiembrie 1987 a fost deschisă linia de la Gară spre Mănăștur.
Materialul rulant livrat în 1987/1988 era format din 21 de tramvaie Timiș 2 și 2 V3A, ulterior intrând în parc și modelul V2A. Între 1997 și 2002 au fost importate 26 de tramvaie Tatra KT4D din Berlin și 20 din Magdeburg.

## Linii
| Linii | Trasee                                       | Lungime | Număr stații |
| ----- | -------------------------------------------- | ------- | ------------ |
| 100   | CUG ↔ Piaṭa Gării                            | 5,8 km  | 9            |
| 101   | Cart. Mănăștur ↔ Piaṭa Gării                 | 6 km    | 11           |
| 102   | Cart. Mănăștur ↔ Piaṭa Gării ↔ Platforma CUG | 11,7 km | 19           |

## Material rulant

### Flota curentă
| Imagine | Tramvai                      | Ani de funcționare | Număr de tramvaie |
| ------- | ---------------------------- | ------------------ | ----------------- |
|         | PESA 120NaR                  | 2012–              | 4 Nr.81-84        |
|         | Astra Imperio⁠(en)[traduceți] | 2020–              | 24 Nr.55-69,85-93 |

### Vehicule retrase din circulație
| Imagine | Tramvai     | Ani de funcționare | Număr de tramvaie |
| ------- | ----------- | ------------------ | ----------------- |
|         | Timiș 2     | 1987–2011          | 39                |
|         | ITB V3A     | 1988–1991          | 6                 |
|         | ITB V2A     | 1989–1990          | 16                |
|         | Tatra KT4D  | 1997–2021          | 19                |
|         | Tatra T4D   | 2002–2009          | 16                |
|         | Tatra KT4DM | 2009–2021          | 10                |

## Galerie de imagini

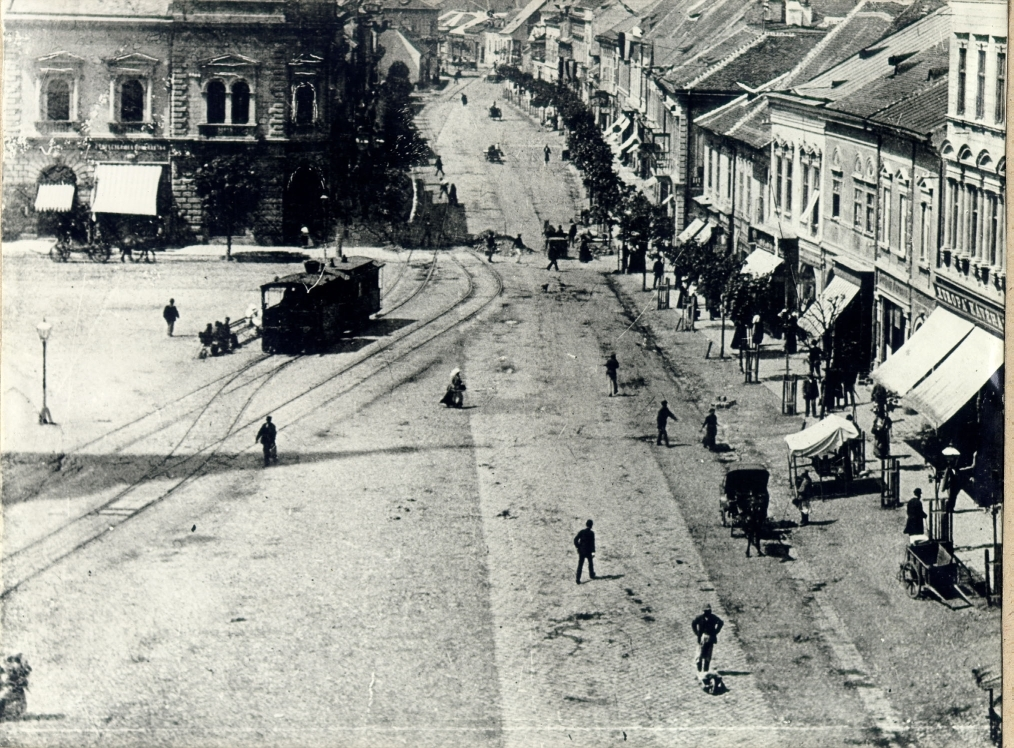
Tramvaiul din 1902
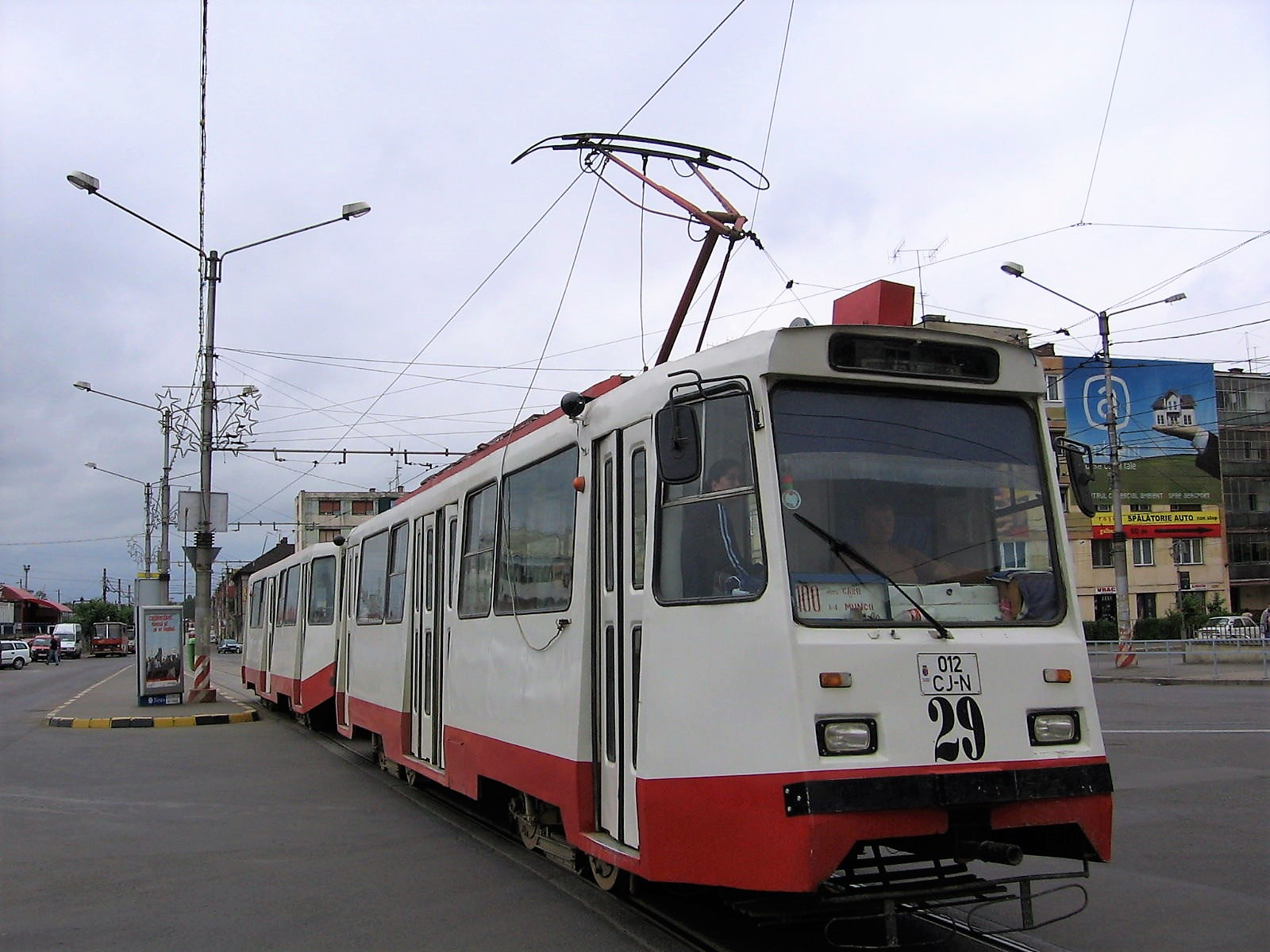
Tramvai Timiș 2 cu remorcă pe linia 100, 2006